# Muszyna
Muszyna je město v jižním Polsku v Malopolském vojvodství v okrese Nowy Sącz u hranic se Slovenskem. Leží v nadmořské výšce okolo 450 metrů na soutoku řeky Popradu a jeho přítoků Szczawniku a Muszynky. Ve městě žije přibližně 4 400 obyvatel. Nejbližším větším městem v sousedství je Krynica-Zdrój, která leží asi o osm kilometrů dále na severovýchod.

## Název
Název města je pravděpodobně odvozen z latinského slova musci (mechy), které pokrývaly vlhké kameny a břehy zdejších řek. Existuje však také hypotéza, která název města odvozuje ze jména krakovského biskupa Jana Muskaty.

## Historie
Osada vznikla na hranici, která probíhala údolím Popradu na staré, tzv. maďarské, obchodní cestě. První písemná zmínka pochází z listiny vydané v roce 1209, ve které uherský král Ondřej II. umožnil proboštu Adolfovi výběr cla na Popradu u Muszyny. Vesnice v té době patřila rodu Niegovických z Półkozic.
Ve čtrnáctém století král Vladislav I. Lokýtek v důsledku sporu s biskupem Janem Muskatou vesnici připojil k majetku koruny a král Kazimír III. Veliký ji v roce 1356 povýšil na město. V roce 1391 však král Vladislav II. vrátil oblast okolo Muszyny, kterou tvořila dvě města a 35 vesnic zpět krakovské diecézi. Od té doby muszynské panství mělo vlastní správu, vojsko a soud. Vůli biskupů zastupovali starostové, z nichž nejznámější byl Stanisław Kępiński.
V patnáctém století došlo v oblasti k tzv. Valašské kolonizaci osadníky z Podkarpatí a Rumunska. Dochovanými památkami na toto období jsou pravoslavné kostely.
Muszynské panství zůstalo majetkem krakovských biskupů až do roku 1781, kdy se stalo součástí Rakouska.
V roce 1914 byla otevřena železniční trať mezi Haličí a Maďarskem.

## Obyvatelstvo
| Rok            | 1869  | 1890  | 1900  | 1910  | 1921  | 1931  | 1943  | 1988  | 2002  | 2011  | 2024  |
| -------------- | ----- | ----- | ----- | ----- | ----- | ----- | ----- | ----- | ----- | ----- | ----- |
| Počet obyvatel | 1 906 | 2 358 | 2 571 | 2 728 | 2 516 | 2 979 | 3 309 | 4 806 | 5 028 | 5 123 | 4 433 |

## Lázeňství
Roku 1930 se Muszyna stala lázeňským městem se dvěma minerálními prameny Antoni a Wanda. Na začátku druhé světové války byla sice lázeňská zařízení zničena, ale na konci padesátých let dvacátého století došlo k jejich obnově a uzpůsobení k léčení dýchacích potíží a nemocí trávicího systému. Prameny obsahují hořčík, vápník, sodík, draslík, železo a selen.

## Doprava
Městem vede žlutě značená turistická trasa z Muszynky do Żegiestówa a zeleně značená trasa do Krynica-Zdrój a dále do Wysowa-Zdrój.

## Pamětihodnosti
- Zřícenina hradu Muszyna ze čtrnáctého století
- Zámek z přelomu osmnáctého a devatenáctého století
- Barokní opevněný kostel svatého Josefa ze sedmnáctého století
- Kaple svatého Jana Nepomuckého a kaple svatého Floriána
- Židovský hřbitov
- Měšťanské domy z devatenáctého a dvacátého století

## Osobnosti
- Jerzy Roland (1902–1940) – herec
- Henryk Szost (* 1982) – atlet

## Partnerská města
- Bardejov, Slovensko
- Sulín, Slovensko

## Galerie

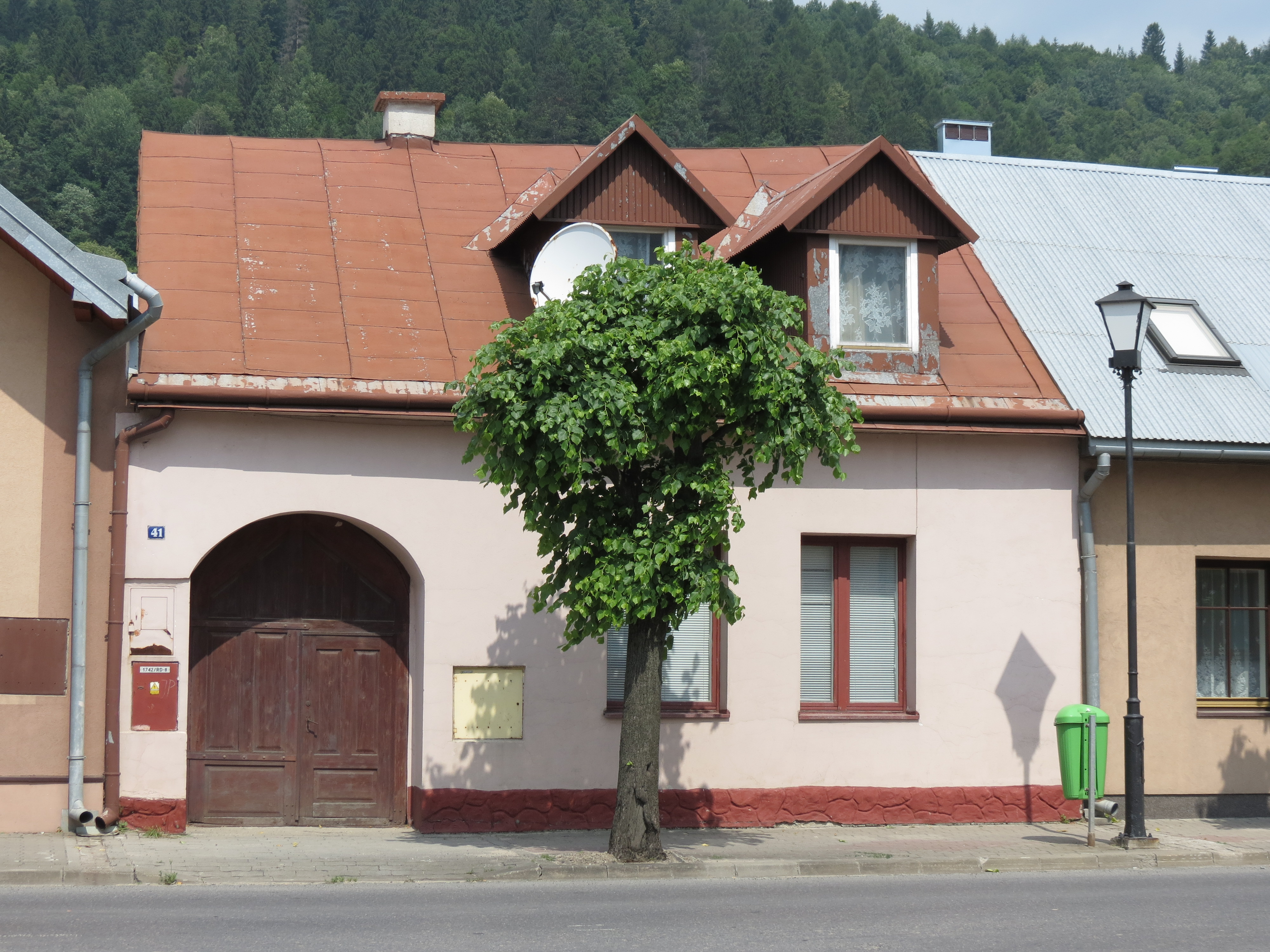
Historický dům
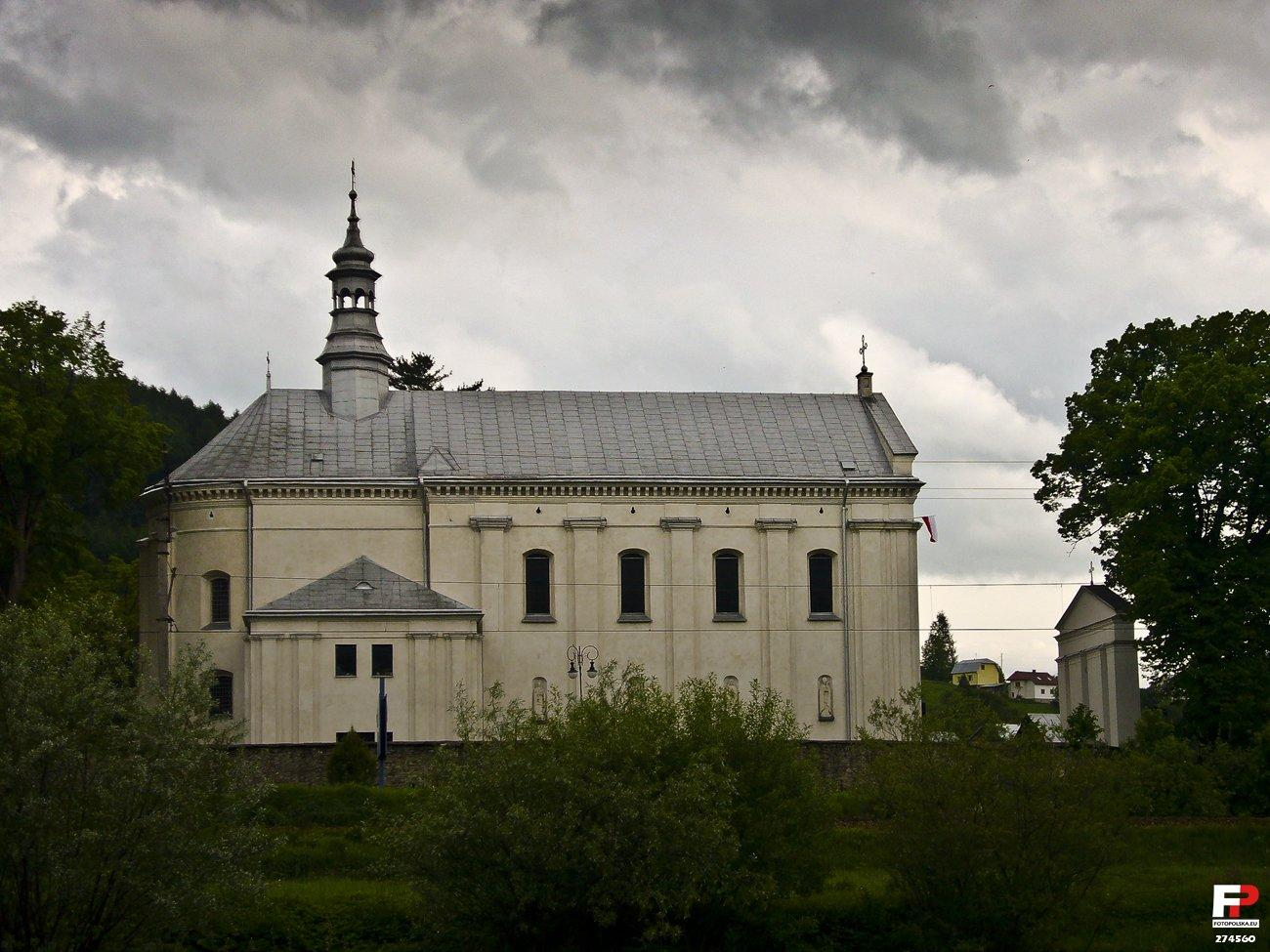
Kostel svatého Josefa
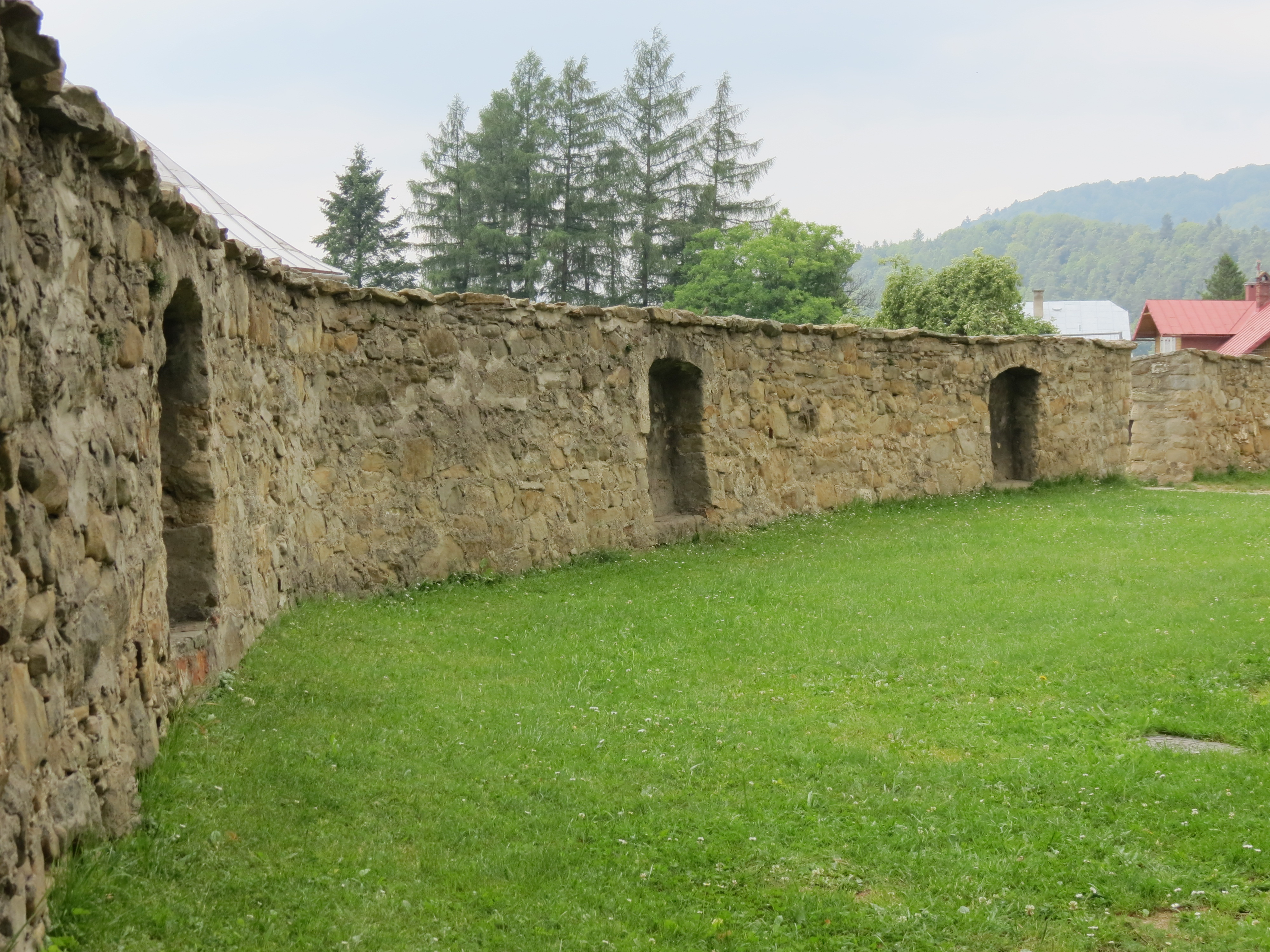
Opevnění kostela
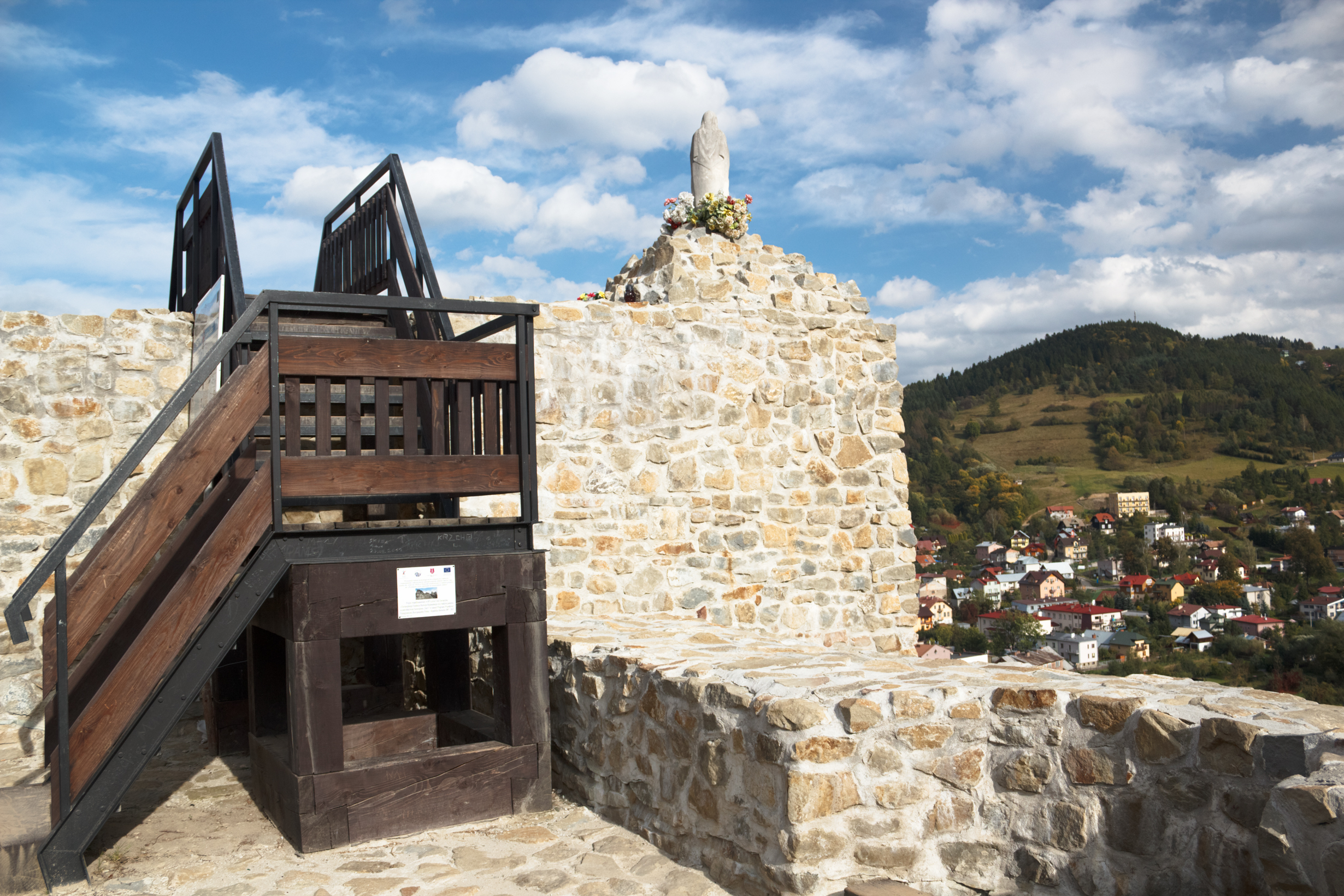
Zřícenina hradu